# Faculté des sciences humaines, Université Charles
La Faculté des sciences humaines de l'Université Charles (Fakulta humanitních studií Univerzity Karlovy, FHS UK) est la plus jeune faculté de l'Université Charles à Prague, République tchèque.

## Histoire
Fondée sous le nom d'Institut des fondements de l'éducation (Institut základů vzdělanosti) en 1994, la faculté a acquis une autonomie académique complète en 2000. Son principal objectif de recherche et d'enseignement est les sciences humaines et l'anthropologie sociale et culturelle. Située à Libeň, Prague 8, l'école compte 240 professeurs et environ 2 500 étudiants.
Le premier doyen de la faculté était l'ancien ministre de l'Éducation, de la Jeunesse et des Sports Jan Sokol. Il a été remplacé en 2007 par Ladislav Benyovszky (d). La doyenne actuelle est depuis 2019 Marie Pětová.

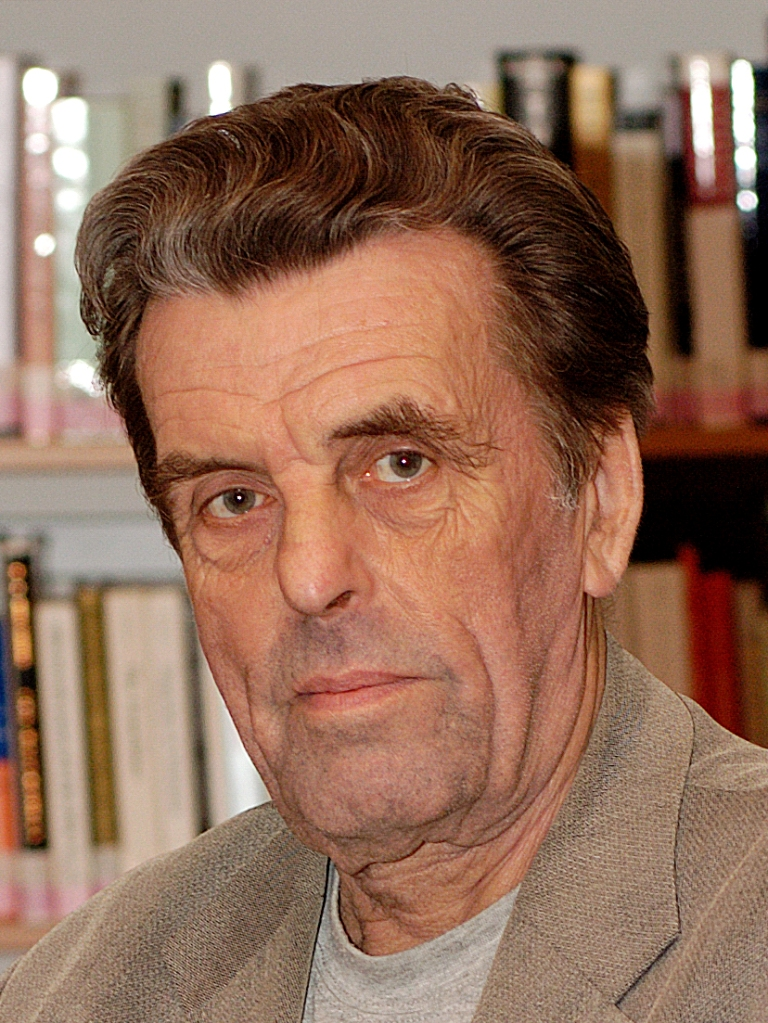
Jan Sokol
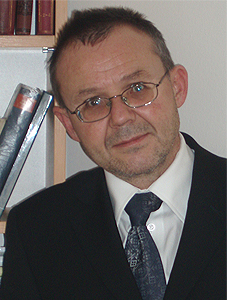
L. Benyovszky

## Installations
Le bâtiment principal de la faculté était situé à U Kříže 8, arrobdissement de Jinonice, Prague 5, avec deux installations distinctes, une dans le quartier Hůrka, Prague 13, et une autre au 7 rue Máchova, Prague 2. La faculté a déménagé dans un nouveau bâtiment à Prague 8 en 2020. Le nouveau bâtiment a remporté un prix national d'architecture en 2021.
Deux institutions de recherche et d'enseignement fonctionnent au sein de la Faculté des sciences humaines: le Centre de recherche sur le développement de la personnalité et l'ethnicité, l'Institut de réadaptation pour les malvoyants et le Cabinet pour l'éducation démocratique civique. Sa bibliothèque de trois étages est située sous le bâtiment universitaire sur la place Jan Palach près de la station de métro Staroměstská.

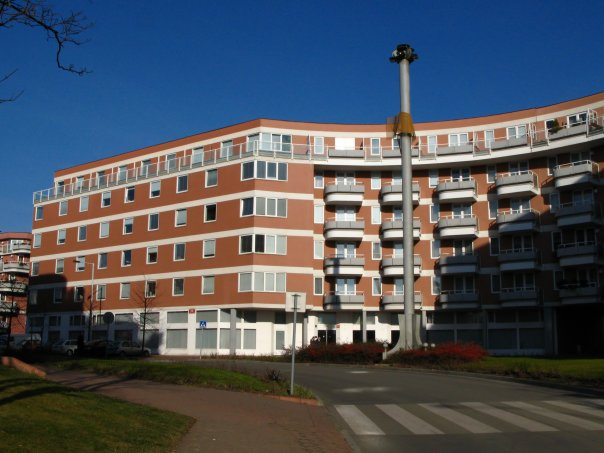
Vieux bâtiment
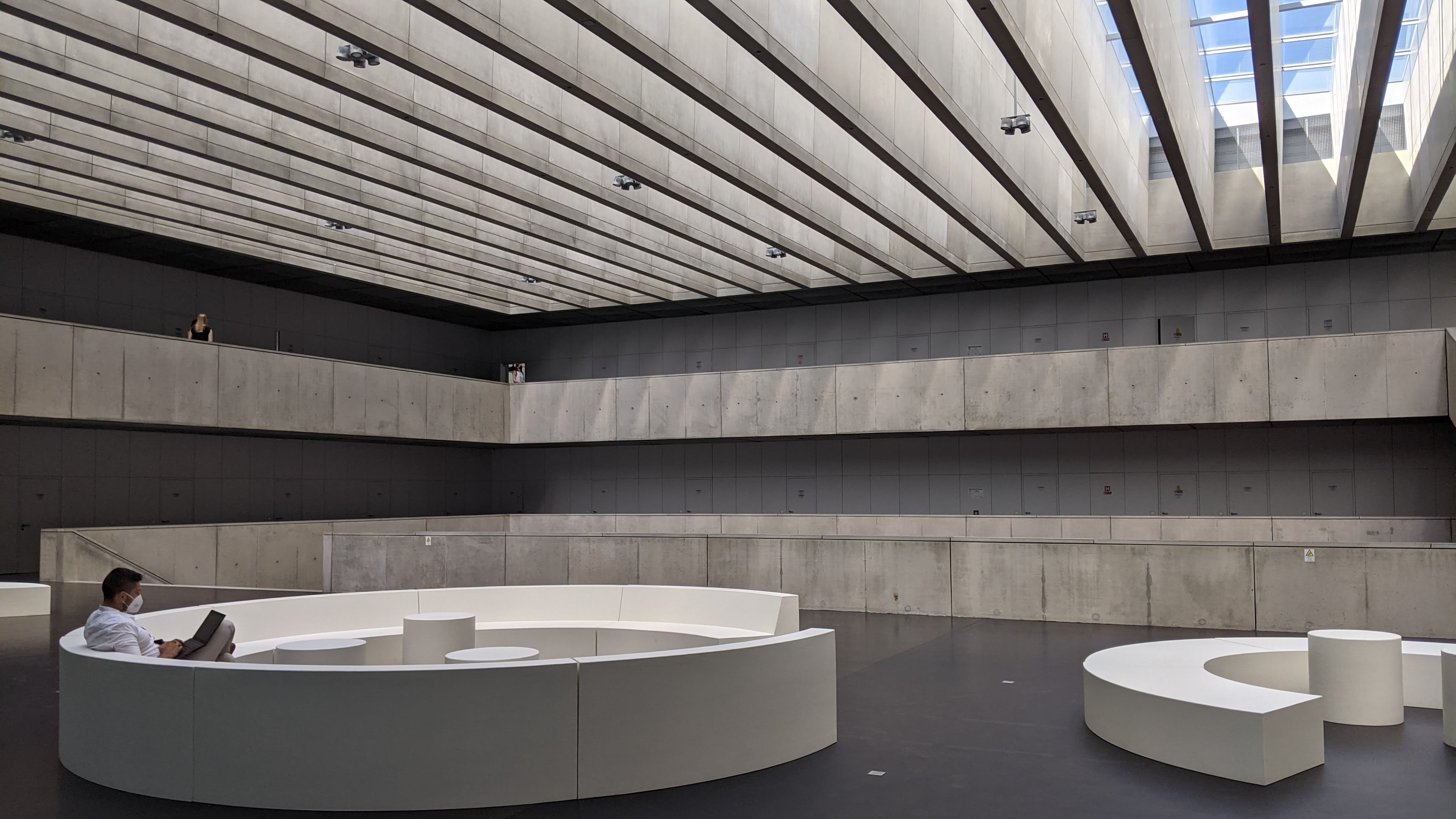
Nouveau bâtiment